# Cele nouă miliarde de nume ale Domnului
The Nine Billion Names of God este o colecție de povestiri științifico-fantastice scrise de Arthur C. Clarke și publicată în 1967 de Harcourt.

## Cuprins
- "The Nine Billion Names of God". Povestirea a fost tradusă ca „Cele nouă miliarde de nume ale Domnului” și a apărut în revista String, nr. 2 din 1990 (Editura Baricada)[1]
- "I Remember Babylon"
- "Trouble with Time"
- "Rescue Party"
- "The Curse"
- "Summertime on Icarus"
- "Dog Star"
- "Hide and Seek"
- "Out of the Sun"
- "The Wall of Darkness"
- "No Morning After" (N-a fost nici o dimineață)
- "The Possessed"
- "Death and the Senator"
- "Who's There?"
- "Before Eden"
- "Superiority"
- "A Walk in the Dark"
- "The Call of the Stars"
- "The Reluctant Orchid"
- "Encounter at Dawn" (Fantastica întâlnire din zori)
- "If I Forget Thee, Oh Earth..."
- "Patent Pending"
- "The Sentinel" (Sentinela)
- "Transience"
- "The Star" (Steaua)

## Legături externe
- en  Istoria publicării lucrării Cele nouă miliarde de nume ale Domnului la Internet Speculative Fiction Database